# Заколот (фільм, 2026)
«Заколот» (англ. Mutiny) — прийдешній бойовик, знятий режисером Жаном-Франсуа Ріше за сценарієм Ліндсі Мішель і Дж. П. Девіса. У головних ролях Джейсон Стейтем, Аннабелль Волліс і Джейсон Вонг.

## Синопсис
Коул Рід служив у спецназі, та був офіцером нью-йоркської поліції в минулому. Тепер він працює в приватній охороні, але його звинувачують у вбивстві тайського мільярдера Тібу, і в пошуках справжнього вбивці він стикається з міжнародною змовою.

## Акторський склад
| Актор             | Роль     |
| ----------------- | -------- |
| Джейсон Стейтем   | Коул Рід |
| Аннабелль Волліс  |          |
| Джейсон Вонг      | Таран    |
| Роланд Мюллер     |          |
| Арнас Федаравічус |          |
| Адріан Лестер     |          |

## Виробництво
Виробництвом «Заколоту» займалася нова продюсерська компанія Джейсона Стетхема Punch Palace Productions і спільно з MadRiver Pictures за сценарієм, написаним Ліндсі Мішелем і Дж. П. Девісом. Проєкт зі Стетхемом у головній ролі та Жаном-Франсуа Ріше в якості режисера був представлений на Каннському кіноринку 2024 року. У вересні 2024 року Аннабелль Волліс доєдналася до касту.  У жовтні до акторського складу приєднався Джейсон Вонг. У листопаді було оголошено про кастинг Роланда Мьоллера на ролі антагоніста фільму, а також Арнаса Федаравічюса та Адріана Лестера.
Основні зйомки розпочалися у вересні 2024 року у Великій Британії. Частина зйомок перекривала вхід на площу One Canada Square на Кенері-Ворф. Додаткові зйомки проходили на Мальті і завершилися 25 листопада.

## Випуск
Вихід в Сполучених Штатах запланований на 9 січня 2026 року.
Lionsgate придбала проєкт для прокату в Північній Америці до Каннського кіноринку 2024 року. Sky Original Film придбала права на дистрибуцію у Великій Британії для кінотеатрального прокату.